# تایمورا
تایمورا (روسی: Тайму́ра) یک رودخانه در سرزمین کراسنویارسک کشور روسیه است.